# جهان‌های موازی (کتاب)
جهان‌های موازی نام یکی از کتاب‌های میچیو کاکو است که در سال ۲۰۰۵ منتشر شد.
مطابق دسته‌بندی نویسنده جهان‌های موازی ممکن که در فیزیک نظری مطرح هستند در ۳ دسته با مفاهیم کاملاً مجزا قرار می‌گیرند که برای هیچ یک هنوز شواهد تجربی به‌دست نیامده‌است:
1. جهان‌های موازی تورمی حاصل از پیش‌بینی نظریه تورم (آلن گوث).
2. جهان‌های موازی کوانتومی که تعبیر اکثر فیزیکدانان امروز از معادله موج شرودینگر است.
3. جهان‌های موازی فرافضا که از معادلات نظریه M برمی خیزد.

کاور آرت کتاب در زبان انگلیسی

## فهرست مطالب
- بخش اول: جهان

فصل اول: تصویر دوران کودکی جهان

فصل دوم: جهان مرموز

فصل سوم: انفجار بزرگ 

فصل چهارم: نظریه تورم و جهان‌های موازی
- بخش دوم: جهان چندگانه

فصل پنجم: بُعدگذرها و سفر در زمان

فصل ششم: جهان‌های کوانتومی موازی

فصل هفتم: نظریهM: مادر تمام ریسمان‌ها

فصل هشتم: یک جهان طراح؟

فصل نهم: در جستجوی انعکاس‌های بعد یازدهم
- بخش سوم: فرار به فرافضا

فصل دهم: پایان همه چیز

فصل یازدهم: فرار از جهان

فصل دوازدهم: فراتر از جهان چندگانه
- منابع و مآخذ
- نمایه